# Saint-Germain-Lembron
Saint-Germain-Lembron település Franciaországban, Puy-de-Dôme megyében. Lakosainak száma 2020 fő (2022. január 1.). Saint-Germain-Lembron Beaulieu, Le Breuil-sur-Couze, Le Broc, Chalus, Charbonnier-les-Mines, Collanges, Gignat és Vichel községekkel határos.

## Népesség
A település népessége az elmúlt években az alábbi módon változott:
| Lakosok száma | 1884 | 1934 | 1994 | 1980 | 1995 | 2008 | 2012 | 2008 | 2020 |
|               | 2013 | 2015 | 2016 | 2017 | 2018 | 2019 | 2020 | 2021 | 2022 |